# Амнуэль, Григорий Маркович
Григо́рий Ма́ркович Амнуэ́ль (род. 13 февраля 1957, Москва, РСФСР, СССР) — советский и российский режиссёр, журналист, сценарист, продюсер, общественный деятель и политик.
Бывший ответственный секретарь депутатской группы Государственной думы по связям с парламентами стран Бенилюкса (Бельгия, Нидерланды, Люксембург).

## Семья
Родственники Григория Амнуэля по материнской линии были балтийскими немцами католического и лютеранского вероисповедания, которые во время революции 1905 года оставили Лифляндию и перебрались в Москву, сохранив при этом свою немецкую культуру. По словам режиссёра, дома у него хранятся фотографии, на которых изображены Таллинн, Кёнигсберг и Юрмала того времени. На фотографиях видны бывшие немецкие названия. Отец — Марко-Мария де Варес погиб в авиакатастрофе за месяц до рождения сына.
Семью не затронули советские репрессии, однако мать Г. М. Амнуэля не смогла поступить в МГУ из-за своих немецких корней. По образованию преподаватель истории.
О детстве и юности ничего не известно. Однако первый брак режиссёра приходится именно на студенческие годы. Он оказался неудачным.
В 23 года Амнуэль женился вторично на латышской девушке. Через год, в 1981 году, у них родилась дочь. На тот момент семья проживала в Риге.

## Творчество
Заместитель генерального директора Американо-Советской Киноинициативы — «АСК». Художественный руководитель и исполнительный директор компании «ЕвроАСК» — Европейская ассоциация совместных киноинициатив.
Продюсер и директор независимых кинофестивалей: «Американо-советский кинофестиваль киносценаристов» в СССР и США, «Шедевры европейского кино, запрещённые в СССР», «Шедевры итальянского кино неизвестные в СССР» (в 46 городах СССР), фестивалей российского кино и культуры в Вентимилье (Италия) и Вальбоне (Франция), ретроспектив выдающихся мастеров мирового кино Лилианы Кавани (Италия) и Анри Алекана (Франция), Ежи Сколимовского (Польша).
Автор, режиссер и продюсер и автор 30 публицистических, документальных, спортивных, музыкальных фильмов, которые демонстрировались на многих фестивалях. Фильмы находятся в коллекции Библиотеки Конгресса США. Особую известность получили его фильмы о судьбе советских хоккеистов ставших звездами НХЛ, а также фильмы с участием выдающихся музыкантов Галины Вишневской, Виктора Попова, Гидона Кремера и многих других. Автор нескольких книг и множества интервью и статей.
Дистрибьютор публицистического фильма «Реакция» о деле Михаила Ходорковского (реж. В. Герчиков) организовавший его показ в Европарламенте и на телевидении ряда стран.

## Карьера в кино и театре
Работал в московских Театра на Таганке и Театра Сатиры в 70-х годах XX века.
В 2005 году в рамках проекта Американских Советов поставил спектакль Театра толерантности «Преступление в Ларами» с которым Театр с большим успехом гастролировал от Владивостока до Друскининкая (Литва).
Снял несколько десятков документальных и спортивных фильмов. Среди них "Рождественский сон или портрет на фоне хоккея" (2 серии) "Огонь и лёд", "Почти американский русский" «, «Русские против russkikh», "Футбол СССР-Западная Германия 1955 год" с Евгением Евтушенко и другие.
Дипломант международного кинофестиваля за фильм "Пробуждение"  - Хроника переломных событий» в 1991 году, награжден Медалью "Защитнику Свободной России" указом Президента Б.Н.Ельцина
В 1995 году получил призы от олимпийского комитета в категории «Лучший фильм о спорте» за картину «Рождественский сон, или Портрет на фоне хоккея».
Был автором различных публицистических телепрограмм на федеральных телеканалах России, а также на латвийском телевидении.
Участник более 1000 прямых эфиров в политических ток-шоу, на которых обсуждались международные и межнациональные отношения, история Второй Мировой Войны и оккупация стран  Балтии, а также другие противоречивые исторические вопросы XX века.

## Фильмография
Автор, режиссёр и продюсер фильмов:
- «Нескучный сад» (США — Россия, сопродюсер).
- «Пробуждение (Хроника переломных дней)» совместно с В. Аленниковым.
- «Галина Вишневская — возвращение» (Россия).
- «Мегаполисы» (Швейцария — Австрия, сопродюсер) призы международных кинофестивалей Локарно, Гага.
- «Почти американский русский». Призы МКФ спортивных фильмов в Италии, Испании, России, Латвии.
- «Корфу-Керкира море звуков» (Великобритания, США, Франция, Россия)
- «Вселенная Жака Куртенса» (Россия — Франция)
- «Огонь и лёд» (Россия). Призы кинофестивалей в Испании, Италии, России, Латвии.
- "Мужской хор в Кремле" с Виктором Поповым
- «Душа грустит по небесам…» (Россия-Германия)
- «Рождественский сон, или Портрет на фоне хоккея» (Россия — США). Приз Олимпийского Комитета, МКФ спортивных фильмов в России, Италии, Испании.
- «Александр Хинкис — автопортрет любви» (Россия — Франция при участии Литвы). Диплом кинофестиваля «Русское зарубежье».
- «Музыкальные миниатюры» (Россия, к 100-летию кино).
- «CH DS на вершинах Куршэвеля» (Россия — Франция).
- «ДО» (Московская консерватория) (Россия). Цикл фильмов к 850-летию Москвы, по заказу Правительства Москвы.
- «Мы работаем» (Россия).
- "Роняет лес, багряный свой убор" с Любовь Казарновской
- "When I remember you" с Еленой Камбуровой и Лариссой Критской
- "Американский альбом" с Анатолием Герасимовым
- «Редлих — люди с той стороны» (Россия-Германия). Диплом кинофестиваля правозащитного фильма «Сталкер», диплом кинофестиваля «Русское зарубежье».
- «Русские против Russkikh» (Россия). Главный приз «Золотой Атлант» МКФ спортивных фильмов в Липецке, Приз «Best director» МКФ спортивных фильмов в Красногорске, приз за лучший публицистический фильм МКФ в Милане (Италия), диплом МКФ в Польше.
- «Футбол 1955 года СССР — Западная Германия». (Россия). С участием Евгения Евтушенко, приз кинофестиваля в США «Русское Зарубежье», приз кинофестиваля в Одессе им.де Решелье
- «Век безумия» (США, автор Дэвид Саттер сопродюсер, консультант, дистрибьютор).
- «Б…Т — Балет любви» (автор и режиссёр).
- «Дневник до востребования» (Россия, Латвия, автор, режиссер и продюсер)
- "Художник и война" (Латвия ) Фильм снимался в Украине.

## Творческая деятельность и работа в СМИ
В 1980—1990-х годах он был организатором гастролей звезды мировой скрипичной музыки Гидона Кремера в Москве, в том числе с концертами Эхо «Музыки Локинхаузена» и выступлений оркестра камерной музыки Кельнской филармонии.
Автор идеи и продюсер создания и установки в Москве памятников папе Римскому Иоанну Павлу II (2011) и директору Библиотеки иностранной литературы Е. Ю. Гениевой (2016).
Автор многочисленных публикаций и интервью в СМИ Бельгии, Германии, Италии, Канады, Китая, Латвии, Литвы, Нидерландов, Польши, США, Чехии, Франции, Эстонии, Японии и других стран. Был членом редакционной коллегии общественно-политического журнала «Посев» (Москва — Франкфурт-на-Майне, 2008—2011), в котором неоднократно печатались его публицистические работы.

## Общественная деятельность
Возглавляет открытый клуб с названием «Международный диалог». Целью клуба является организация различных международных мероприятий по различным направлениям: наука, образование, культура, социальная сфера. На основе клуба существует школа, в рамках которой молодые люди знакомятся с европейскими странами и самостоятельно формируют у себя мнение относительно существующих международных отношениях России.
Занимает должность заместителя генерального директора советско-американского предприятия «АСК», основанного в 1987 году для сотрудничества американских и советских деятелей кинопроизводства.
Стоит во главе компании «ЕвроАСК».
Является постоянным и неизменным участником международных круглых столов и конференций по проблемам Кавказа, Балтики, а также по рассмотрению вопросов международного сотрудничества России и НАТО.
В середине 2010-х годов стал частым гостем общественно-политических ток-шоу «Первого канала» («Время покажет»), НТВ («Место встречи») и других федеральных телеканалов на российском телевидении.

## Политические взгляды
Четырежды баллотировался в Государственную Думу — в 1993, 1999, 2003 и 2007 годах.
Был членом Комитета действия Всероссийского гражданского конгресса, Комиссии по международным вопросам Политсовета партии Союз правых сил (СПС), Комиссии по проблемам межконфессионального и межнационального диалога СПС, ответственным секретарём «Европейского Клуба» Государственной Думы России (2006—2009), ответственным секретарём депутатской группы по связям с Парламентами стран Бенилюкса (2003—2008), руководителем аппарата Межфракционного депутатского объединения «Европейский Клуб» (1999—2006), ответственным секретарём депутатской группы по связям с Парламентами стран Южной Африки (1999—2003), председатель Комиссии Экспертного совета при Московской городской думе по проблемам аудиовизуального искусства и средствам массовой информации (1993—1995).
В марте 2014 года вместе с рядом других деятелей науки и культуры выразил своё несогласие с политикой российской власти в Крыму и на востоке Украины.
Подписал открытое письмо КиноСоюза против военного вторжения на Украину.

## Признание заслуг
За свою деятельность в области кинематографа был неоднократно награждён различными премиями. Кроме того, его деятельность была отмечена государственными наградами России, Польши и Латвии.

### Государственные награды Российской Федерации
- 1994 — Медаль «Защитнику свободной России» (5 августа 1994 года) — за исполнение гражданского долга при защите демократии и конституционного строя 19-21 августа 1991 года, большой вклад в проведение в жизнь демократических преобразований, укрепление дружбы и сотрудничества между народами[6].

### Награды иностранных государств
- 2006 — почётная грамота МИД Латвии «За содействие независимости Латвийского государства»;
- 2009 — офицер ордена «Трёх звёзд» (государственная награда Латвийской Республики);
- Лауреат Первой премии Чрезвычайного и полномочного посла Республики Польша в Российской Федерации;
- 2010 — почётная грамота «Польский Пегас» Чрезвычайного и полномочного посла Республики Польша в Российской Федерации;
- 2012 — почетная грамота Посольства Латвии в РФ
- 2011 — «Золотая медаль имени Иоанна Павла II» за заслуги перед Краковской метрополией.

### Общественные призы и дипломы
- Призы МКФ спортивных фильмов в Москве, приз за фильм о хоккее Федерации хоккея России, дипломы и призы МКФ спортивных фильмов в Палермо, Милане (Италии), Хаке (Испании) за фильм «Почти американский русский» (1993)
- Приз за лучший репортажный фильм МКФ спортивных фильмов в Милане за фильм «Огонь и лёд» (1993).
- «Рождественский сон, или портрет на фоне хоккея» (1995) — Приз Олимпийского комитета за лучший фильм, Приз федерации хоккея «За профессиональный показ хоккея в кино», Призы и дипломы МКФ спортивных фильмов в Москве (Россия), Милане (Италии), Хаке (Испании), Приз Миланского МКФ за лучшую ретроспективу фильмов о спорте.
- «Редлих — люди с той стороны» (2004) — Диплом МКФ правозащитных фильмов «Сталкер», диплом МКФ «Фильмов русского зарубежья».
- «Русские против russkikh» (2007) — Главный приз «Золотой Атлант» МКФ спортивных фильмов в Липецке, Приз «Best director» МКФ спортивных фильмов в Красногорске, Приз «Mention d’Honneur» — документальный репортаж МКФ спортивных фильмов в Милане диплом МКФ в Варшаве).
- «Футбол 1955. СССР — ФРГ. Евгений Евтушенко» (2010).